# Nellie Lutcher

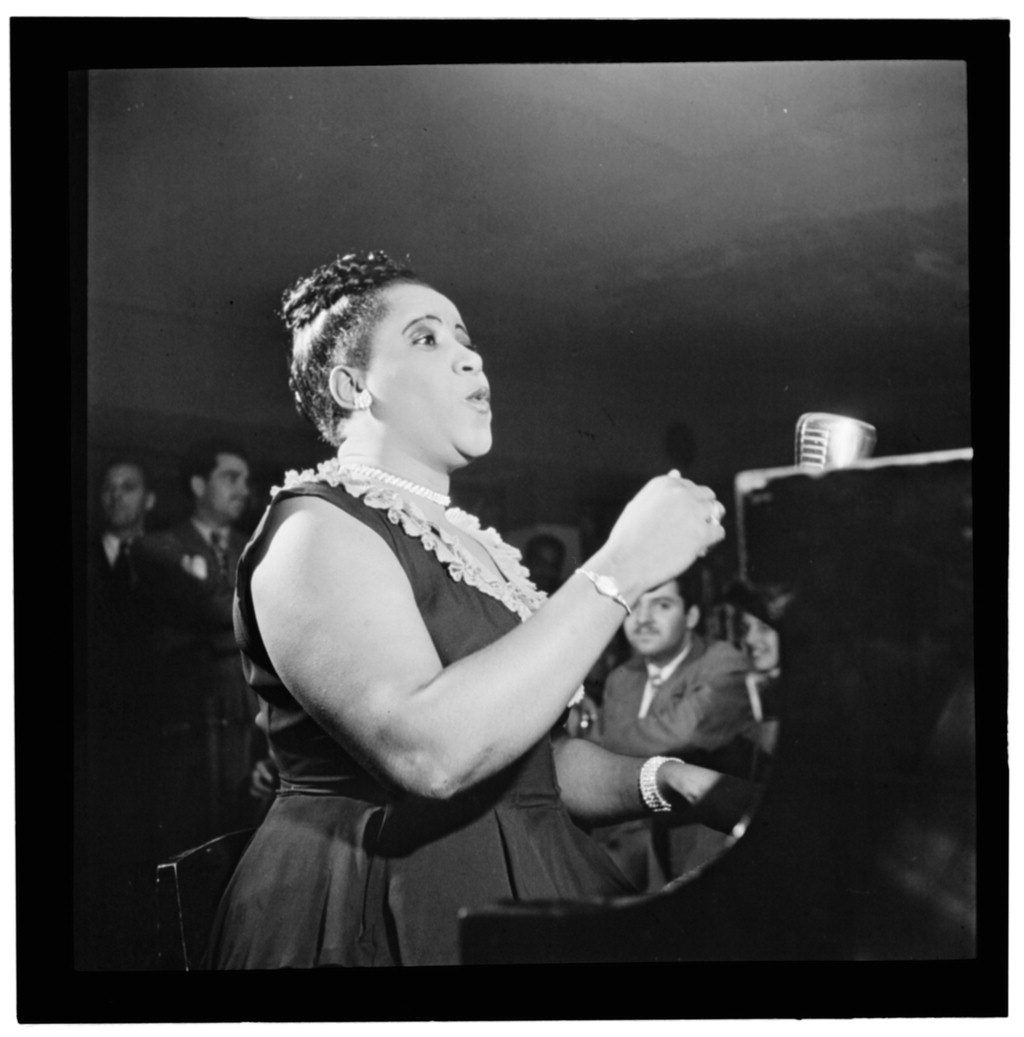

Nellie Lutcher (1912-2007) est une pianiste et chanteuse de jazz et compositrice de musique pour des séries télévisées  afro-américaine, née à Lake Charles, en Louisiane et décédée à Los Angeles.

## Biographie
Nellie Lutcher est née à Lake Charles, le 15 octobre 1912, elle est l'aîné des enfants d'Isaac et de Susie Lutcher. À l'âge de huit ans, Nellie gagne 2 $ par mois en tant que pianiste adjointe à la New Sunlight Baptist Church. 
À 14 ans, elle accompagne Ma Rainey, la "Mère du blues", dont le pianiste avait été malade. 
Nellie décède le 8 juin 2007.

## Carrière
Dans les années 1930, Nellie Lutcher fait partie de l'orchestre de son père dans lequel elle joue du piano. Son frère Joe Lutcher se dirigera aussi vers une carrière de chanteur-instrumentiste. L'orchestre se produit en Louisiane et au Texas. À partir de 1938, elle réside à Los Angeles. En 1947, la maison de disques Capitol la repère et lui fait enregistrer des disques sous son propre nom. Elle connaît plusieurs succès. En 1952, Capitol la remercie, faute de nouveaux hits. Elle est ensuite sous contrat à Decca, Epic et Liberty Records.
Nellie Lutcher a composé des musiques pour des séries télévisées américaines.

## Discographie (sélective)
- Hurry On Down, (Capitol Records)
- He's a Real Gone Guy (Capitol Records)
- Fine Brown Frame (Capitol Records)
- Our New Nellie, (Liberty Records)[10]